# المسبح اللامتناهي

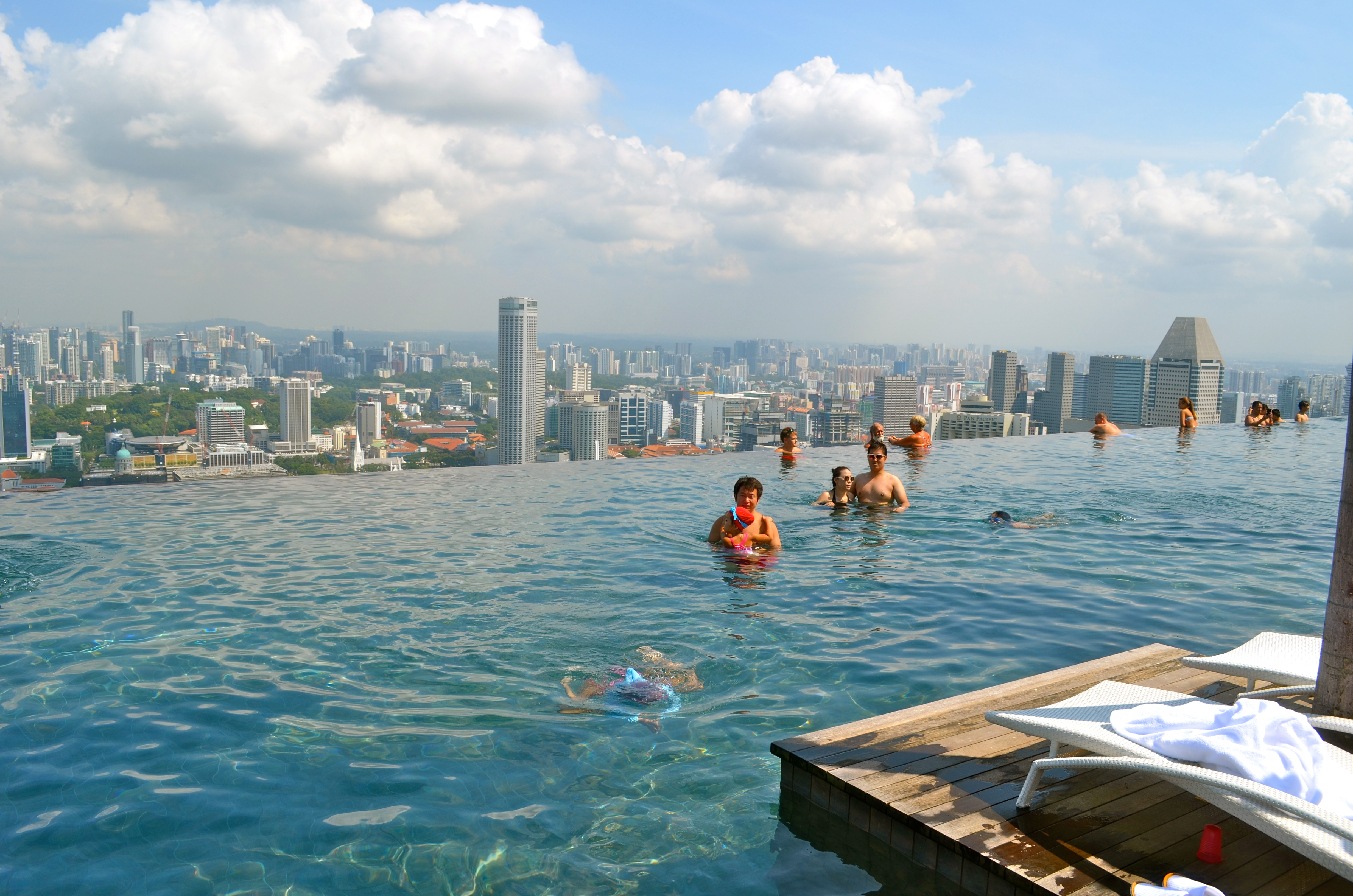
مسبح مارينا باي ساندز سكاي بارك اللامتناهي في سنغافورة، يُنظر إليه من جانب المسبح

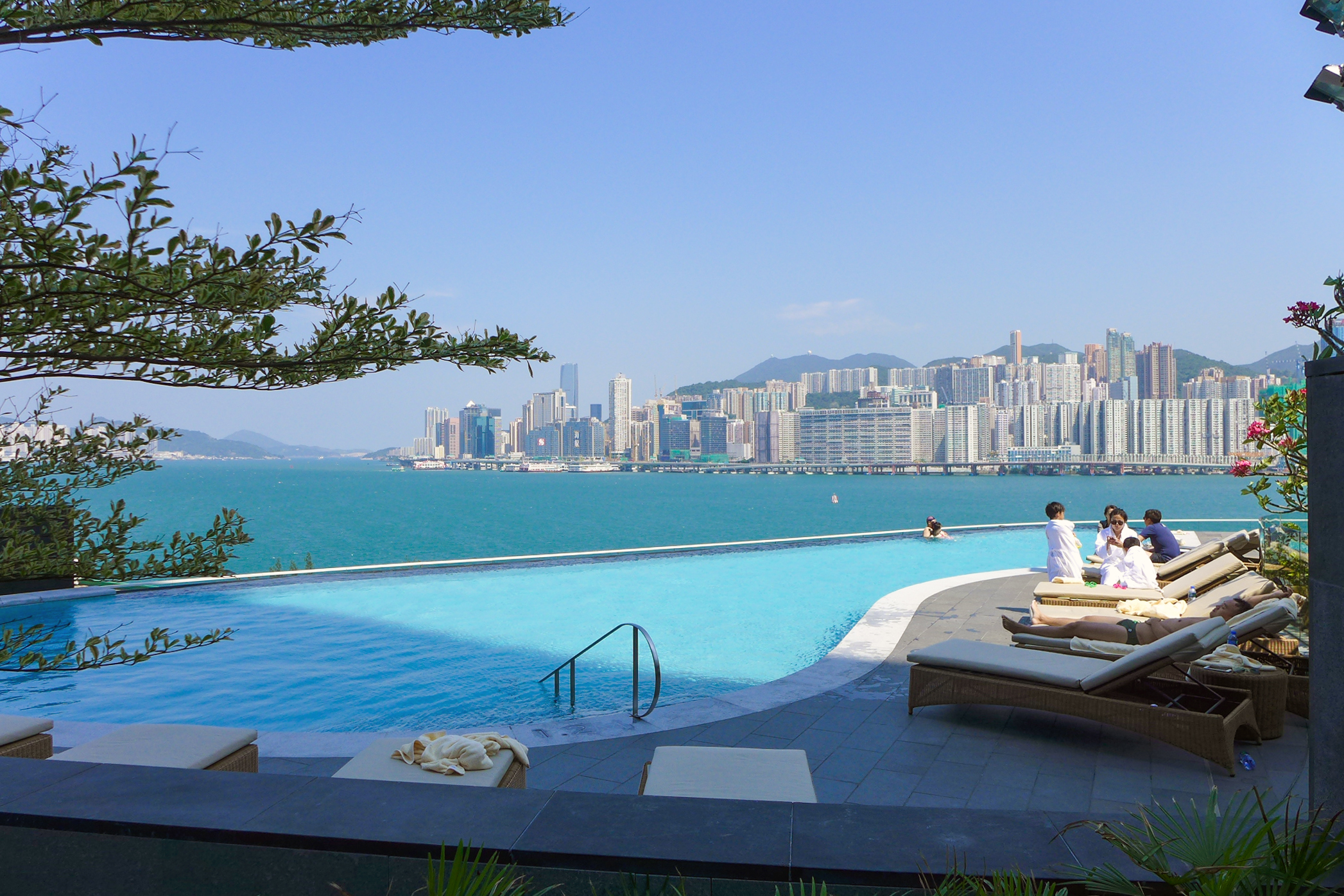
المسبح اللامتناهي في فندق كيري هونج كونج

المسبح اللامتناهي هو بركة عاكسة أو حوض سباحة حيث يتدفق الماء على حافة واحدة أو أكثر، مما ينتج عنه تأثير مرئي للمياه بلا حدود. غالبًا ما يتم تصميم هذه البرك بحيث تبدو الحافة وكأنها تندمج مع جسم أكبر من الماء مثل المحيط أو مع السماء. غالبًا ما يتم رؤيتهم في المنتجعات والعقارات والأماكن الفاخرة الأخرى.

## التاريخ
لقد تمم ان ادعاء أن مفهوم المسبح اللامتناهي نشأ في فرنسا، وأن أول تصميمات حافة التلاشي كانت نافورة Stag في قصر فرساي، التي بنيت في أواخر القرن السابع عشر. في الولايات المتحدة، يُنسب الفضل إلى المهندس المعماري جون لوتنر باعتباره أحد أوائل من ابتكر تصميم مسبح لا متناهي في أوائل الستينيات. قام بتضمين حمامات سباحة لا متناهية في العديد من المشاريع السكنية، كما أنشأ حمام السباحة ذو الحافة المتلاشية في فيلم جيمس بوند Diamonds Are Forever عام 1971.

## بناء

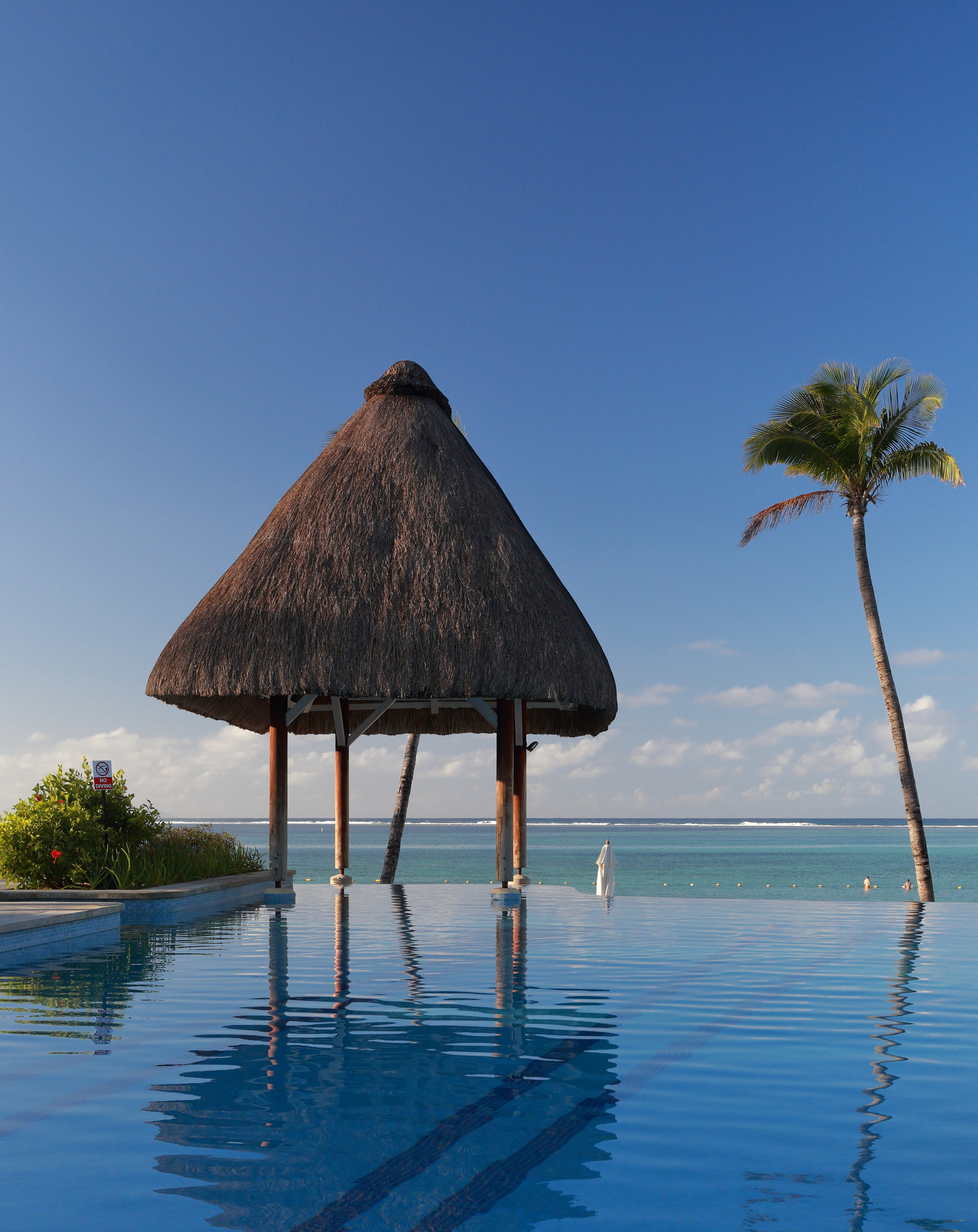
مسبح لا متناهي في منتجع في موريشيوس

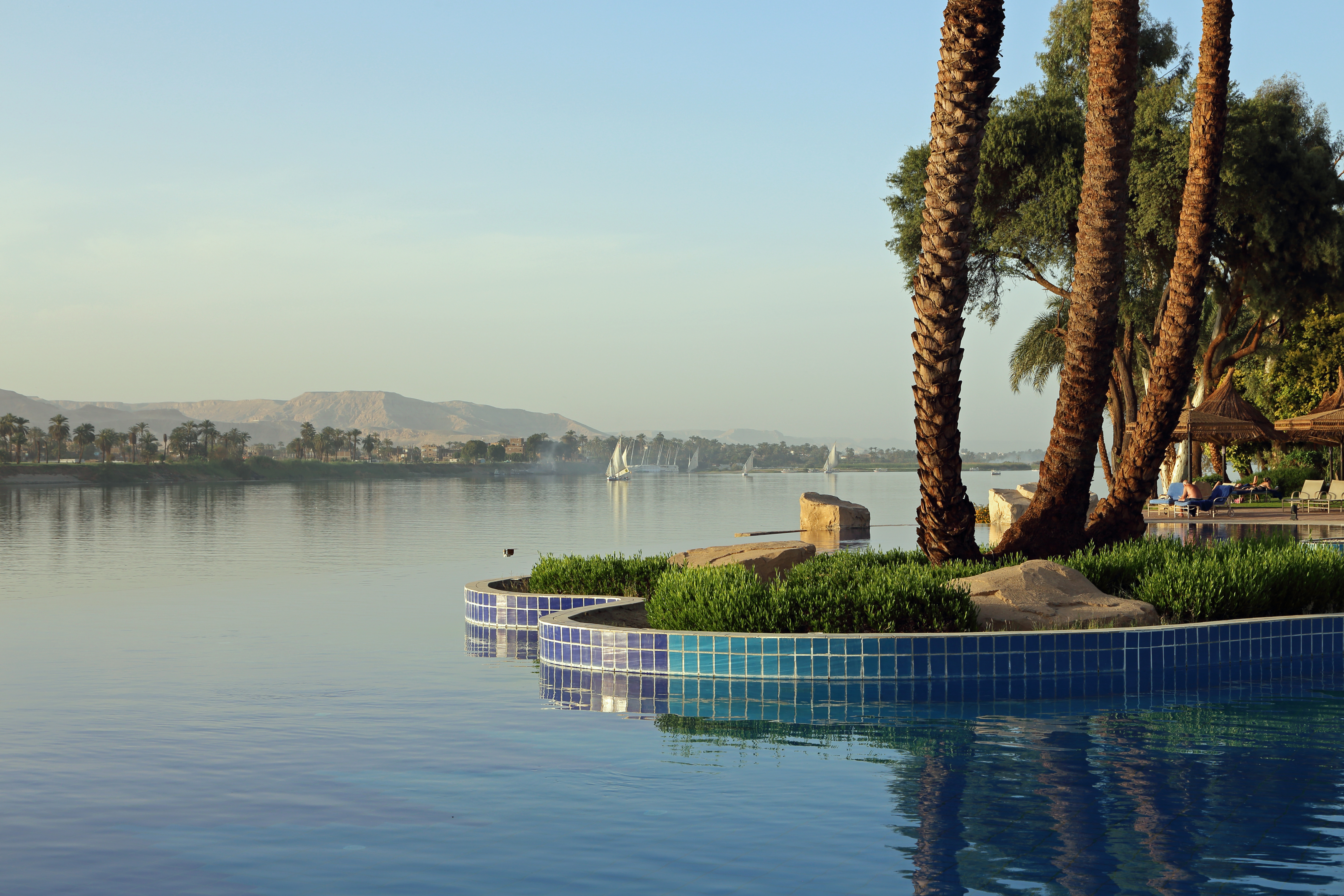
مسبح لا متناهي في فندق جولي فيل الأقصر (مصر) مع نهر النيل في الخلفية

تعتبر حمامات السباحة اللامتناهية باهظة الثمن وتتطلب تفاصيل هيكلية وميكانيكية ومعمارية واسعة النطاق. نظرًا لأنها غالبًا ما يتم بناؤها في مواقع غير مستقرة، فإن الهندسة الإنشائية السليمة لها أهمية قصوى. غالبًا ما تنشأ التكلفة العالية لهذه المجمعات من أنظمة الأساسات المتقنة التي تربطها بمنحدرات التلال.  

في الحافة «اللانهائية» ينهي تجمع في السد الذي 1⁄16 إلى 1⁄4 بوصة (2 إلى 6 مـم) أقل من مستوى مياه حمام السباحة المطلوب. يتم إنشاء حوض أو خزان أسفل السد. ينسكب الماء في الخزان، حيث يتم ضخه مرة أخرى في حوض السباحة.

## في الثقافة الشعبية
- بدءًا من الموسم التاسع، يتميز Shark Tank ببركة سباحة لا متناهية كجزء من مجموعته الجديدة والحديثة.[5][6][7]